# Vochysia tucanorum
Vochysia tucanorum là một loài thực vật có hoa trong họ Vochysiaceae. Loài này được Mart. miêu tả khoa học đầu tiên năm 1826.

## Hình ảnh

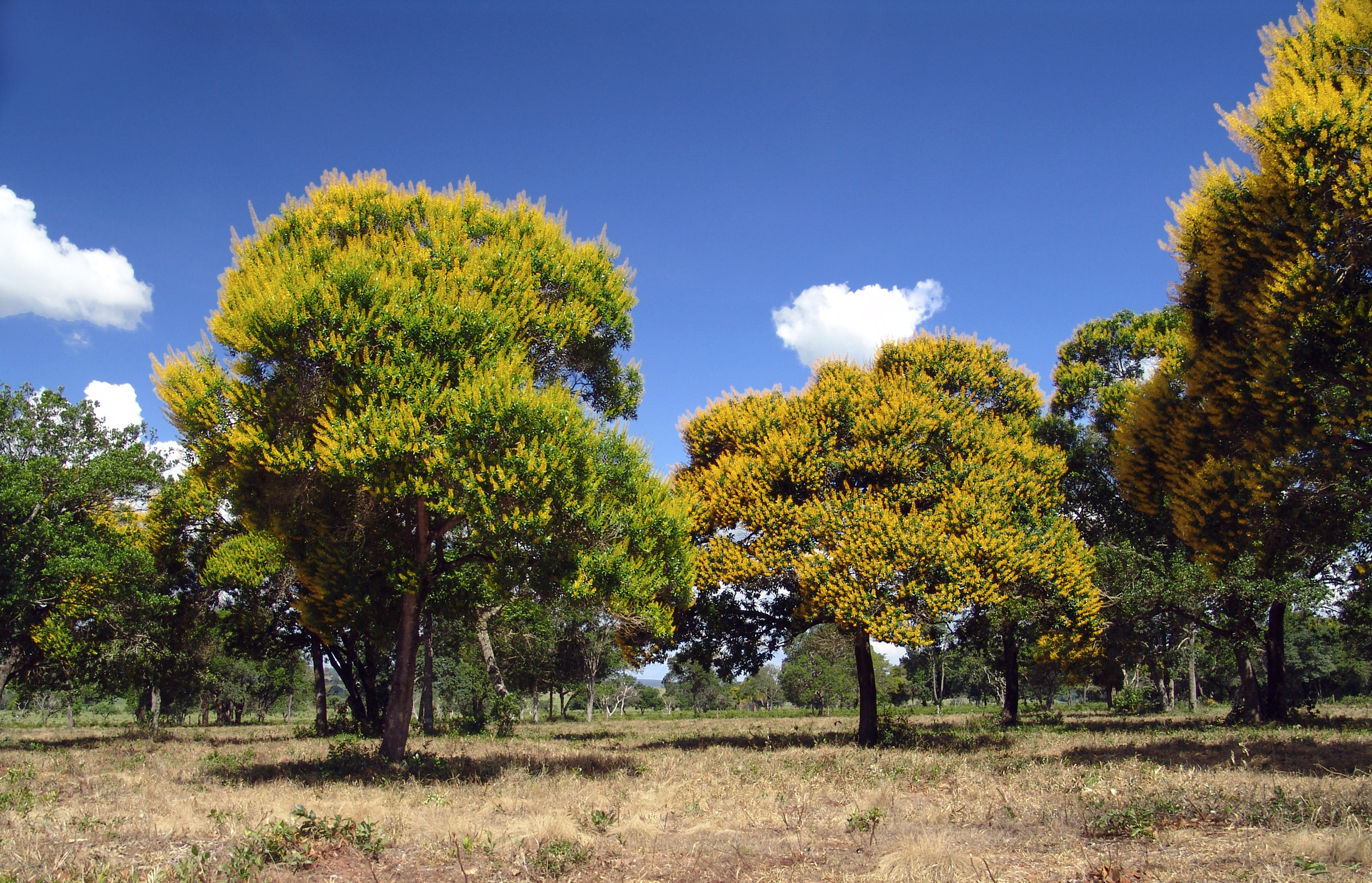